# Frederick Aylmer, 6. baron Aylmer
Frederick Whitworth Aylmer, 6. baron Aylmer (Frederick Whitworth Aylmer, 6th Baron Aylmer of Balrath, 9th Baronet Aylmer of Balrath) (12. října 1777, Twyford, Anglie – 5. března 1858, Londýn, Anglie) byl britský admirál z irské šlechtické rodiny. Jako námořní důstojník vynikl v napoleonských válkách, později již mimo aktivní službu dosáhl hodnosti admirála (1854). Po starším bratrovi zdědil titul barona (1850).

## Životopis
Pocházel z irského šlechtického rodu, byl pravnukem admirála Matthewa Aylmera, narodil se jako mladší syn 4. barona Aylmera, po matce Catherine Whitworth byl synovcem diplomata a irského místokrále hraběte Whitwortha. Ve třinácti letech vstoupil do Royal Navy, zúčastnil se válek s revoluční Francií a již v osmnácti letech byl poručíkem. V roce 1798 byl zraněn v bitvě na Nilu, ze zranění se zotavoval v Anglii do roku 1802, poté se aktivně zapojil do napoleonských válek, sloužil ve Středomoří a v Lamanšském průlivu. Významnou úlohu sehrál u břehů jižní Francie za Napoleonova stodenního císařství. V roce 1816 se zúčastnil bombardování Alžíru, které definitivně skoncovalo s piráty u břehů severní Afriky. V návaznosti na to obdržel Řád lázně (1816) a španělský Řád sv. Ferdinanda (1816).
Za vlády Viléma IV. zastával funkci námořního pobočníka krále (1830–1837), za vlády královny Viktorie již mimo aktivní službu dosáhl hodností kontradmirála (1837), viceadmirála (1848) a admirála (1854). Po starším bratru Matthewovi zdědil v roce 1850 titul barona Aylmera s irským peerstvím (na rozdíl od bratra nepřijal příjmení Whitworth–Aylmer, ale nadále užíval jen příjmení Aylmer), v roce 1855 získal velkokříž Řádu lázně. Zemřel bez potomstva a titul přešel na potomky jeho bratrance, admirála Johna Aylmera. Současným představitelem rodu je Julian Aylmer, 14. baron Aylmer (*1951).